# Елисеевы (дворянский род)
Елисеевы (Елесеевы) — древний дворянский род.
Род внесён в VI часть родословной книги Курской губернии.

## История рода
Богдан и Степан Агафоновичи Елисеевы упомянуты (1572). Нестор Елисеев служил по Ряжску казачьим атаманом (1597). Матвей Елисеев служил переводчиком Посольского приказа и был послан в Швецию (1649). Полковник солдатского строя Иван Елисеев служил в Могилёве (1661).
В Старо-Оскольской писцовой книги (1644), упомянуты несколько представителей рода Елисеевы, в том числе и Василий Назарьевич, герб потомков которого помещён в Гербовник (Часть V. № 115)
Азар Елисеев, написан сыном боярским. Василий Назаров сын Елисеев вёрстан поместным окладом (1675).
В XVI и XVII веках Елисеевы встречаются и среди подьячих.
В исторических документах упомянут иноземец Фёдор Гаврилович Елисеев, которому велено служить по Козлову.

## Описание герба
Щит разделён перпендикулярно на три части, из коих в средней в чёрном поле изображена шестиугольная золотая звезда, а в крайних двух частях в красном и голубом полях, но одной серебряной стреле, летящей вверх.
Щит увенчан обыкновенным дворянским шлемом с дворянскою на нем короною и тремя страусовыми перьями. Намёт на щите красный, подложенный золотом. Герб рода Елесеевых внесён в Часть 5 Общего гербовника дворянских родов Всероссийской империи, стр. 115.